# モンブリゾン
モンブリゾン （Montbrison）は、フランス、オーヴェルニュ＝ローヌ＝アルプ地域圏、ロワール県のコミューン。

## 地理

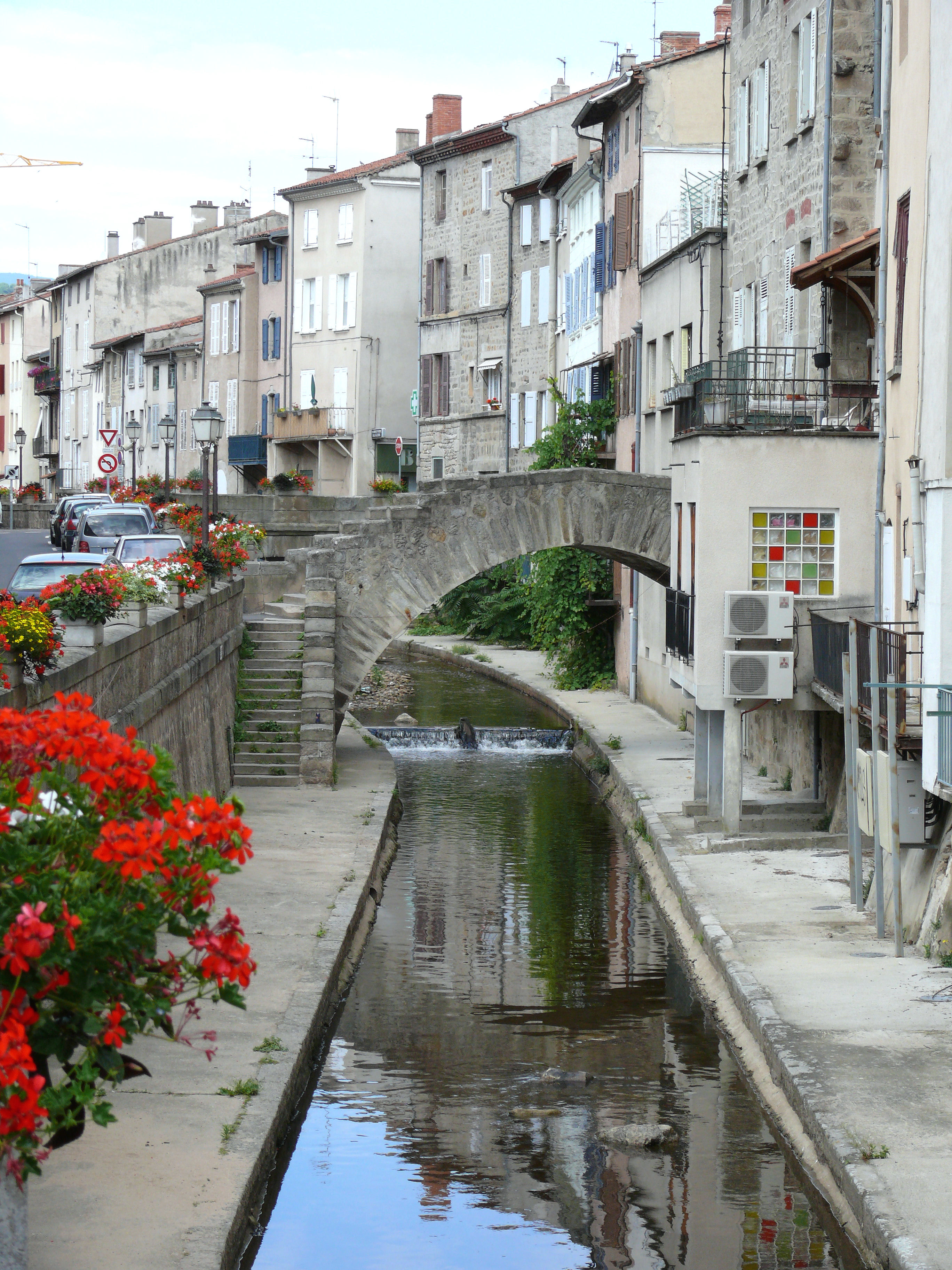
ヴィゼジー川

モンブリゾンはフォルズ地方の一部である。まちはフォルズ平野の端に位置し、フォルズ山脈の麓にある。コミューン内をヴィゼジー川、モワン川が流れる。リヨンより75km、サン＝テティエンヌより37km離れている。モンブリゾン駅はクレルモン＝フェラン - サン＝ジュスト＝シュル＝ロワール路線（fr）の駅である。

## 歴史
コミューン最古の記録は870年にさかのぼる。モンブリゾンはフォルズ伯爵の城周囲に生まれ、その中心地となった。
百年戦争初頭、イングランド軍との軍事衝突からまちは城壁で囲まれた。フランソワ1世はモンブリゾンを王領に併合している。ユグノー戦争中、モンブリゾンはユグノー軍に占領され荒らされた。
1643年、ヴィジタシオン修道院が創建された（修道院建物は現在の裁判所がおかれている）。1648年から1653年は農作物の不作が続いたため、黒死病や飢饉が起きた。
1792年9月、王政廃止が宣言されると、コミューンは対オーストリア戦争のために義勇軍を募った。修道士や宗教施設は追放され、モンブリゾンの聖クララ会聖職者たちはフォレズ山脈へ逃れ、農民たちに匿われていた。

## 史跡
- ラ・ディアナ - かつてフォルズ地方最古の考古学・歴史学会の所在地。
- ノートルダム・デスペランス参事会教会 - フォルズ伯爵ギィ4世が建立した13世紀の教会が起源。ゴシック様式。

## 経済
牛乳で作られるブルーチーズの一種、フルム・ド・モンブリゾン（fr）は、2002年より単独でAOCとなった。それまではアンベールのフルム・ダンベールと一緒くたにAOC認定されていた（1972年より）。

## 人口統計
| 1962年 | 1968年 | 1975年 | 1982年 | 1990年 | 1999年 | 2008年 |
| ------ | ------ | ------ | ------ | ------ | ------ | ------ |
| 10 697 | 11 213 | 12 451 | 13 280 | 14 064 | 14 589 | 14 931 |

source = Cassini et INSEE

## 出身者
- マリー＝アンヌ・ピエーレット・ポールズ - アントワーヌ・ラヴォワジェの妻。
- ミュリエル・ロバン - 喜劇俳優

## 姉妹都市
- セジャーナ、スロヴェニア